# (120074) Bass
(120074) Bass est un astéroïde de la ceinture principale.

## Description
(120074) Bass est un astéroïde de la ceinture principale. Il fut découvert le 1er mars 2003 à Las Cruces par David S. Dixon. Il présente une orbite caractérisée par un demi-grand axe de 2,66 UA, une excentricité de 0,14 et une inclinaison de 8,6° par rapport à l'écliptique.

## Compléments